# Maladroit
Maladroit — четвертий студійний альбом американської групи Weezer, який був випущений 14 травня 2002 року.

## Композиції
1. American Gigolo - 2:42
2. Dope Nose - 2:17
3. Keep Fishin' - 2:52
4. Take Control - 3:05
5. Death and Destruction - 2:38
6. Slob - 3:08
7. Burndt Jamb - 2:39
8. Space Rock - 1:53
9. Slave - 2:53
10. Fall Together - 2:02
11. Possibilities - 2:00
12. Love Explosion - 2:35
13. December - 2:59